# Chiesa di Santa Maria Maddalena (Borgo San Giacomo)
La chiesa di Santa Maria Maddalena è il principale edificio di culto di Acqualunga, frazione del comune italiano di Borgo San Giacomo, in provincia e diocesi di Brescia. Sede parrocchiale, fa parte della zona pastorale della Bassa Occidentale.

## Storia
La chiesa venne costruita nel XVI secolo sui resti di un precedente luogo di culto, di cui fu modificato l'orientamento (oggi lungo l'asse nord-sud). L'accesso veniva così a trovarsi rivolto verso quella che fu la corte del castello.  In seguito, tra Cinquecento e Seicento fu aggiunto il fonte battesimale marmoreo, chiuso da una calotta emisferica. 
Sempre al Cinquecento risale il campanile, che fu inglobato con i lavori del 1732, che comportarono l'ampliamento della chiesa. I lavori furono eseguiti replicando le linee rinascimentali, e durante quei lavori furono anche aggiunte le cappelle laterali.
Prima dell'editto di Saint-Cloud, il sagrato, posto sul lato ovest dell'edificio, era utilizzato come cimitero. Nell'Ottocento fu posto l'organo attualmente presente.
Nel 1972, secondo quanto stabilito dal Concilio Vaticano II, furono eliminate le balaustre e fu aggiunta la mensa eucaristica rivolta verso l'aula.

## Descrizione

### Esterno
La chiesa si presenta a pianta rettangolare, chiusa a nord da un presbiterio a pianta quadrata.
La facciata, rivolta verso l'antica corte del castello, si presenta a registro unico e sormontata da un semplice frontone triangolare. Essa è scandita da quattro lesene scanalate di ordine composito. Al centro si trova il portale di accesso architravato, decorato con un cornicione in marmo di Botticino. Sopra l'entrata si trova una finestra a mezzaluna.
Il campanile si erge al punto d'innesto tra il corpo centrale ed il presbiterio e presenta in cima una guglia conica, che testimonia la sua origine cinquecentesca. 

### Interno
L'interno si presenta a navata unica, scandito sui lati dalle otto cappelle intervallate da lesene corinzie. Un cornicione aggettante percorre l'intera aula, segnando l'innesto della volta a botte. Essa presenta intradossi, idealmente corrispondenti alle lesene. La seconda cappella sul lato sinistro contiene l'organo ottocentesco. Il presbiterio possiede una volta a crociera, nelle cui vele sono rappresentati i quattro evangelisti.
L'altare maggiore risale al 1732. La pala d'altare è costituita da La cena in casa di Simone fariseo, opera di Giacomo Olini risalente al 1955. Il fastigio, invece, inquadra La gloria nel nome di Gesù, opera del 1700. Il paliotto, invece, reca una statua in marmo raffigurante santa Maria Maddalena, opera del 1700 della scuola dei Callegari. Ai lati del presbiterio sono poste due tele, raffiguranti Sant'Antonio da Padova e l'angelo custode e La Madonna delle Grazie, entrambe opere seicentesche.
L'altare di destra, contenente una statua raffigurante la Madonna del Rosario (risalente al 1702), conserva l'impianto originario seicentesco. Presenta un paliotto con riquadratura arretrata in marmo di Levanto ed è incorniciato in marmo di Carrara, mentre le paraste frontali sono ornate da tarsie policrome geometriche.
L'altare di sinistra, anch'esso di fattura seicentesca, è dedicato al Santissimo Sacramento. Reca sul paliotto una scultura marmorea di san Nicola da Tolentino, mentre come pala d'altare custodisce un dipinto raffigurante Il Cristo Redentore, opera realizzata nel Cinquecento da Luca Mombello, allievo del Moretto. All'interno della chiesa, poi, si trova una Santa Maria Maddalena in gloria, opera ancora del Mombello.